# De Vrouw Johanna
Die Windmühle De Vrouw Johanna ist ein Galerieholländer in Emden in Ostfriesland. Die Mühle wurde im Jahre 1804 auf dem Emder Wall errichtet, der frühneuzeitlichen Stadtbefestigung Emdens. Die Johanna-Mühle ist ein Nachfolgebau für eine bereits zuvor dort bestehende Windmühle. Die Mühle steht unter Denkmalschutz und befindet sich im Besitz der Stadt Emden, die das Bauwerk an den Emder Mühlenverein verpachtet hat.

## Beschreibung
Die Gesamthöhe der dreistöckigen Mühle beträgt 24 Meter. Der Unterbau aus Klinker misst bis zur Oberkante der Galerie 12,35 Meter. Er wurde so konstruiert, dass Pferdefuhrwerke zum Auf- und Abladen hindurchfahren konnten. Die Dicke der Mauer beträgt an der Basis 80 und im dritten Obergeschoss noch 67 Zentimeter. Der Achtkant hat eine Höhe von 12,90 Meter, gemessen von dem Mühlenkranz bis zur Achsmitte. Die Mühle verfügt nicht über eine Windrose, sondern vielmehr über einen so genannten Steert, an dessen unterem Ende sich die Kröjhaspel (Drehwinde) befindet. Hiermit wurde die Kappe samt den Flügeln in den Wind gekröjt (gedreht).

## Geschichte
Am 1. Februar 1802 ersteigerten zwölf Geschäftsleute ein Grundstück auf dem Emder Wall für den Bau einer Mühle, die 1804 als „De Vrouw Johanna“ fertiggestellt wurde. In späteren Jahren wurden Motoren eingebaut um auch windunabhängig mahlen zu können und im Jahr 1956 wurde das Gebäude verkauft, um als Holzhandlung weitergenutzt zu werden. 1974 übernahm die Stadt Emden die Mühle für deren Rettung sich im Oktober 1994 der Emder Mühlenverein gründete. Durch Zuwendungen der Gerhard ten Doornkaat-Koolman-Stiftung, der Klosterkammer Hannover, der Deutschen Stiftung Denkmalschutz, durch Zuschüsse der Stadt sowie durch Spenden von Firmen und Privatpersonen wurde die Restaurierung ermöglicht. Das Emder Arbeitsamt (heute: Arbeitsagentur) unterstützte die Bemühungen durch Arbeitsbeschaffungsmaßnahmen. Ein Rückschlag traf die Bemühungen 1997: Der Achtkant, der aus Sicherheitsgründen im Frühjahr jenes Jahres abgenommen werden musste, fiel in der Nacht vom 24. auf den 25. Juni einem Brandanschlag zum Opfer. Am 13. Oktober 1998 setzte ein Autokran schließlich den neuen Achtkant und die restaurierte Mühlenkappe auf den Mühlenstumpf. Auch erhielt der steinerne Achtkant eine neue Galerie. Am 22. Dezember 1999 begann die Montage der Flügel, die im Frühjahr 2000 beendet wurde. Durch den Einbau von zwei Mahlgängen und einem Peldegang ist die Mühle wieder in der Lage, Korn zu mahlen bzw. zu pelden. Zum 200. Geburtstag der Mühle im Jahre 2004 wurde die Auftaktveranstaltung zum 11. Deutschen Mühlentag in Emden begangen.

## Nutzung
Die Mühle kann nach Absprache mit dem Emder Mühlenverein besichtigt werden. Das Müllerhaus neben der Mühle wird seit 2007 von der Reederei AG Ems genutzt, die dort Unterkünfte für Touristen herrichtete. Direkt neben der Mühle befindet sich eine Paddel- und Pedalstation, an der Besucher sich wahlweise Fahrräder oder Kanus ausleihen können, um damit zu einer benachbarten Station zu gelangen, wo die Fortbewegungsmittel wieder abgegeben werden. Die Paddel-und-Pedalstation liegt nur wenige Meter von der Mühle entfernt am Emder Stadtgraben, der Teil des weitläufigen ostfriesischen Wasserstraßennetzes ist. Unmittelbar bei der Mühle zweigt das Treckfahrtstief vom Stadtgraben ab und verbindet das nordöstlich gelegene Kleine Meer mit der Stadt.